# Петров, Михаил Петрович (генерал)
Михаи́л Петро́вич Петро́в (3 (15) января 1898 — 20 октября 1941 (по официальным данным 10 октября)) — советский военачальник Великой Отечественной войны. Герой Советского Союза (21.06.1937), танкист, генерал-майор (4.06.1940).

## Биография
Родился в деревне Залустежье (ныне в Осьминском сельском поселении, Лужский район Ленинградской области) в семье крестьянина. Русский. Окончил 4 класса школы. Работал учеником слесаря на Путиловском заводе, шофёром в Петрограде.
Сразу после Февральской революции в марте 1917 года — командир отделения 2-го Петроградского красногвардейского отряда. Принимал участие в Октябрьской революции, в том числе в штурме Зимнего дворца, а сразу после революции воевал против войск Керенского — Краснова под Петроградом.
В июле 1918 года вступил в Красную Армию, вступив во 2-й Симбирский полк 1-й Железной дивизии (переименована в ноябре 1918 года в 24-ю Симбирскую железную стрелковую дивизию): командир отделения, помощник командира взвода. Участник Гражданской войны: участвовал в подавлении Ярославского восстания в июле 1918 года, затем в боях на Восточном фронте против чехословацких войск и войск адмирала А. В. Колчака. Прошёл с дивизией боевой путь от Симбирска до Актюбинска. В 1920 году с дивизией передан на Туркестанский фронт, участвовал в Бухарской операции в августе-сентябре 1920 года. В сентябре 1920 года его направили на учёбу. Член РКП(б) с 1920 года.
В 1923 году окончил 35-е пехотные Тамбовские курсы. В их составе во время учёбы участвовал в подавлении Тамбовского восстания в 1921 году.
С сентября 1923 года служил во 2-м Сухумском стрелковом полку Кавказской Краснознамённой армии: помощник командира взвода в батальоне связи, командир взвода. В 1925 году окончил Закавказскую политическую школу. С февраля по ноябрь 1925 временно командовал ротой и участвовал в подавлении меньшевистского восстания в Грузии. С ноября 1925 года был командиром взвода и врид командира роты в Военно-политической школе Кавказской Краснознамённой армии. С сентября 1927 — командир стрелковой роты и учебной роты 3-го Кавказского стрелкового полка. В 1928 году в Сухуми у него родился сын Александр.
В 1932 году окончил Ленинградские бронетанковые курсы усовершенствования командного состава РККА, с сентября 1932 года командовал учебным танковым батальоном 4-й механизированной бригады.
Участник гражданской войны в Испании 1936—1939 годов с сентября 1936 по июнь 1937 года, майор. Командир 2-го танкового батальона в группе комбрига Д. Г. Павлова.
Постановлением ЦИК СССР 21 июня 1937 года М. П. Петрову присвоено звание Героя Советского Союза с вручением ордена Ленина.
С 21 июня 1937 года — командир 5-го механизированного корпуса (переименован затем в 15-й танковый корпус). Участник похода советских войск в Западную Украину и Западную Белоруссию в сентябре 1939 года. С июля 1940 — заместитель командира 6-го механизированного корпуса, с октября 1940 — инспектор автобронетанковых войск Западного Особого военного округа. В 1941 году окончил Высшие академические курсы при Академии Генерального штаба РККА. С 11 марта 1941 года — командир 17-го механизированного корпуса.
Депутат Верховного Совета СССР 1-го созыва (с 1937 г.).

### Великая Отечественная война
Начало Великой Отечественной войны М. П. Петров встретил на посту командующего 17-м механизированным корпусом, состоявшим из: 27-й танковой дивизии, 36-й танковой дивизии, 209-й моторизованной дивизии. Корпус входил в состав Западного фронта и располагался в районе Барановичей. 27 июня корпус был атакован силами 47-го моторизованного корпуса вермахта из 2-й танковой группы и погиб в окружении под Минском.
В начале августа 1941 года генерал М. П. Петров назначен командующим 20-м стрелковым корпусом, который оборонялся на гомельском направлении. 16 августа 1941 года он был назначен командующим 50-й армией Брянского фронта, во главе которой участвовал в Рославльско-Новозыбковской наступательной операции.
В начале октября 1941 года началось немецкое генеральное наступление на Москву. В ходе Орловско-Брянской операции к середине октября оккупантами были окружены основные силы Брянского фронта. В окружении М. П. Петров сумел сохранить управление войсками и организовать прорыв из кольца. 7 октября 1941 года он получил приказ о назначении временно исполняющим обязанности командующего Брянским фронтом, так как Генштаб РККА в не имел связи с штабом Брянского фронта и генералом Еременко с второй половины дня 6 октября. Утром 7 октября М.П. Петров отдал директиву армиям фронта, предписывающую 3-й и 13-й армиям пробиваться на восток и юго-восток, своей 50-й армии в восточном направлении. Но уже в 14-00 генералом Еременко была отдана директива в войска фронта о "боях с перевернутым фронтом" в которой задача 50-й армии кардинально менялась, вместо отхода по пока еще не занятому немцами маршруту на восток, армии предписывалось наносить удары в южном и юго-восточном направлении (Оржоникидзеград, Карачев, Змиевка), навстречу 3-й армии, в которой на тот момент находился сам командующий Еременко. Михаил Петрович, понимал все трудности поворота своей армии (форсирование р Рессета, движение через леса и болота, и после всего этого еще бои с превосходящим противником), но верный воинской присяге и долгу выполнил приказ вышестоящего начальника. Отход армии происходил в исключительно тяжелых условиях, под постоянными обстрелами и бомбежкой, дороги были забиты двигающимися людьми, орудиями и машинами. Некоторые дивизии армии, не имевшие связи с штабом 50й армии, успели (хоть и в неполном составе) выйти из окружения только благодаря первоначальной утренней директиве 7 октября командующего М.П. Петрова. Именно эти части вышли в 20-х числах октября в район Белева и составили костяк 50й армии. Другие дивизии под командованием Петрова 12 октября начали подготовку к форсированию р. Рессета и прорыву у Гутовского Лесозавода через Карачевский большак.
Дважды немцы разрушали переправу и дважды храбрые солдаты 50-й армии ее восстанавливали под непрекращающимся обстрелом противника. К полудню 14 октября только некоторым частям удалось пробиться через Гутовский лесозавод, другие попытки создать коридор для армии заканчивались неудачей. Во второй половине дня 14 октября штаб армии и другие подразделения повернули на юг и юго-запад, при этом часть штабных работников во главе с Начальником штаба Почема и майором Борисовым 18 октября вышла в район Белев, рассказав что при прорыве у Гутовского Лесозавода штаб фронта был поделен на 2 части с целью обойти немецкий заслон с флангов,  командующий Петров и член Военного совета армии Шляпин, со слов Почема, возглавили 2-ю часть штаба. Некоторые подразделения пытались пробиться через Карачевский большак южнее Гутовского Лесозавода, у моста через речку Лютая, но также были разгромлены. Армия распалась в лесах северо-восточнее Брянска, солдаты и офицеры блуждали по просекам и дорогам, в большинстве случаев совершенно не понимая что дальше делать и куда идти.
Штаб армии с разрозненными подразделениями 15-16 октября занял Вереща и пытался пробиться в южном направлении  к железной дороге и шоссе Брянск-Карачев, но заслоны немцев не дали возможности осуществить эти прорывы. К 17 октября немцы при прочесывании котла пленили огромную массу разрозненных групп красноармейцев, блуждающих в треугольнике Гутовский лесозавод-Вереща-Желтоводье. Примерное число плененных из состава 50-й армии можно оценивать в 30-35 тыс. человек.

#### Версии гибели согласно различным источникам

###### 1. Гибель из за ранения и гангрены
По официальной версии, при выходе из окружения был тяжело ранен а затем умер 10 октября 1941 года (дата неактуальная, так как Начальник политотдела Журавлев видел лично Петрова днем 14 октября, о чем упоминает в своих воспоминаниях в книге " На дальних подступах к Туле" ) и был первоначально захоронен у деревни Голынка (Карачевский район Брянской области).
По данным брянского историка Александра Гавренкова, командарм Петров был смертельно ранен и умер не 10, а 14 октября 1941 года.

###### 2. Гибель в результате столкновения с немецким отрядом
В результате кропотливой работы в 2023 году краеведами и поисковиками Брянского Исторического Форума " Поиск32" (г. Брянск) а также поисковиком и переводчиком Сергеем Вершининым в Национальном управлении Архивов и документации США (NARA) был выявлен ряд документов 53-го армейского корпуса вермахта и входившей в него 56-й пехотной дивизии, прямо указывающих на то, что командующий 50-й армией генерал-майор М. П. Петров был убит в районе 16 часов 20 октября 1941 года юго-западнее Пасека отрядом немецких солдат, прочесывающим лесную местность восточнее деревни Желтоводье..

###### Захоронение согласно официальной версии

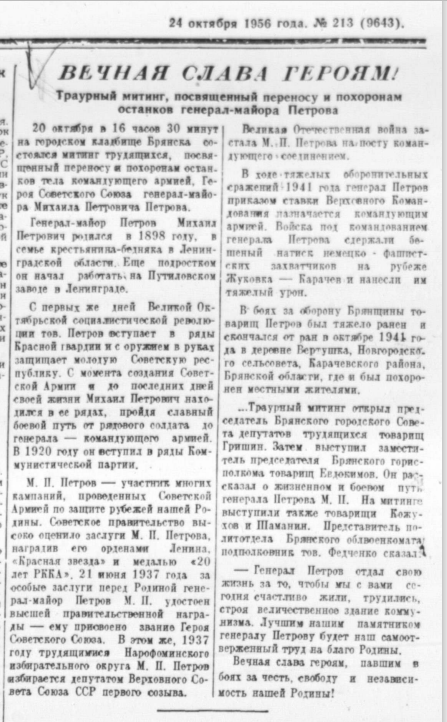
Небольшое упоминание о похоронах М.П. Петрова в брянской печати (авторские права принадлежат Брянскому Историческому Форуму Поиск32)[https://www.poisk32.ru/index.php?s=e630b0cb380353beea100f66c21e5c12&

20 октября 1956 года (ровно через 15 лет после гибели), согласно официально принятой версии, прах генерала М. П. Петрова был перезахоронен на центральном кладбище Советского района города Брянска. Странно но при этом не осталось никаких сведений о эксгумации останков генерала, а также о составе комиссии производившей эксгумацию и перезахоронение поднятых останков. О похоронах Михаила Петровича было скромно указано в одном из номеров брянской печати.

## Воинские звания
- майор (25.12.1935);
- комдив (20.06.1937, минуя звания полковника и комбрига);
- генерал-майор (4.06.1940).

## Награды
- Медаль «Золотая Звезда» № 31 Героя Советского Союза (21 июня 1937).
- Орден Ленина (21 июня 1937).
- Орден Красной Звезды (2 января 1937).
- Медаль «XX лет РККА» (22 февраля 1938).

## Сочинения
- Танки в наступлении (Обсуждение статьи комбрига Кузнецова «Основы современного наступательного боя») // Красная звезда. — М., 1938. 20 июля. — № 165 (4015). — С. 3.
- Богатырское племя // Красная звезда. — М., 1938. 7 ноября. — № 257 (4107). — С. 2.